# Dendromus leucostomus
Dendromus leucostomus — вид гризунів родини Незомієві (Nesomyidae).

## Поширення
Вид є ендеміком  Анголи, де відомий тільки на північному сході країни з типової місцевості поблизу міста Калуквембе.